# 김건국
김건국(金建局, 1988년 2월 2일 ~ )은 KBO 리그 KIA 타이거즈의 투수이다. 개명 전 이름은 '김용성(金龍星)'이다.

## 한국 프로야구 시절

### 두산 베어스시절
2006년 2차 1라운드 지명을 받아 입단했지만 2009년 시즌을 앞두고 팔꿈치 부상으로 인해 방출됐다.

## 한국 독립야구 시절

### 고양 원더스시절
현역으로 군 복무 후 2012년에 서동환의 권유로 트라이아웃에 참가해 입단했다.

## 한국 프로야구 복귀

### NC 다이노스시절
2013년 5월 25일 고양 원더스 동료인 윤병호, 이원재, 이승재와 함께 입단했고, 5월 31일에 합류했다.

### kt 위즈시절
2013년 시즌 후 2차 드래프트를 통해 이적하였다.

### 롯데 자이언츠시절
2017년 4월 18일 당시 kt 위즈 소속이었던 그와 장시환, 롯데 자이언츠 소속이었던 오태곤, 배제성과 2:2 트레이드를 통해 이적하였다.
2018년 10월 13일 KIA전에서 데뷔 첫 승을 기록했다. 2021년 10월에 방출됐다.

## KIA 타이거즈시절
2023년에 입단하였다.

## 출신 학교
- 서울한서초등학교 (서부리틀)
- 서울 청량중학교
- 덕수정보산업고등학교

## 통산 기록
| 연도 | 팀명  | 평균자책점 | 경기 | 완투 | 완봉 | 승 | 패 | 세 | 홀 | 승률  | 타자 | 이닝 | 피안타 | 피홈런 | 볼넷 | 사구 | 탈삼진 | 실점 | 자책점 |
| ---- | ----- | ---------- | ---- | ---- | ---- | -- | -- | -- | -- | ----- | ---- | ---- | ------ | ------ | ---- | ---- | ------ | ---- | ------ |
| 2007 | 두산  | 9.00       | 1    | 0    | 0    | 0  | 0  | 0  | 0  | -     | 6    | 1    | 2      | 0      | 1    | 0    | 0      | 1    | 1      |
| 2018 | 롯데  | 2.53       | 5    | 0    | 0    | 1  | 0  | 0  | 0  | 1.000 | 41   | 10⅔  | 11     | 1      | 0    | 1    | 9      | 3    | 3      |
| 2019 | 롯데  | 4.46       | 37   | 0    | 0    | 3  | 3  | 0  | 3  | 0.500 | 293  | 66⅔  | 73     | 5      | 27   | 6    | 43     | 34   | 33     |
| 2020 | 롯데  | 3.98       | 32   | 0    | 0    | 3  | 2  | 0  | 1  | 0.600 | 139  | 31⅔  | 30     | 2      | 9    | 3    | 31     | 14   | 14     |
| 2021 | 롯데  | 6.55       | 13   | 0    | 0    | 0  | 0  | 0  | 1  | 0.000 | 104  | 22   | 27     | 3      | 14   | 0    | 17     | 16   | 16     |
| 2023 | KIA   | 6.75       | 6    | 0    | 0    | 0  | 1  | 0  | 0  | 0.000 | 70   | 16   | 18     | 0      | 4    | 1    | 9      | 12   | 12     |
| 2024 | KIA   | 7.86       | 20   | 0    | 0    | 0  | 1  | 0  | 0  | 0.000 | 165  | 34⅓  | 48     | 5      | 14   | 2    | 20     | 33   | 30     |
| 통산 | 7시즌 | 5.83       | 114  | 0    | 0    | 7  | 7  | 0  | 4  | 0.500 | 818  | 182⅓ | 209    | 16     | 69   | 13   | 129    | 113  | 109    |